# Eóganachta

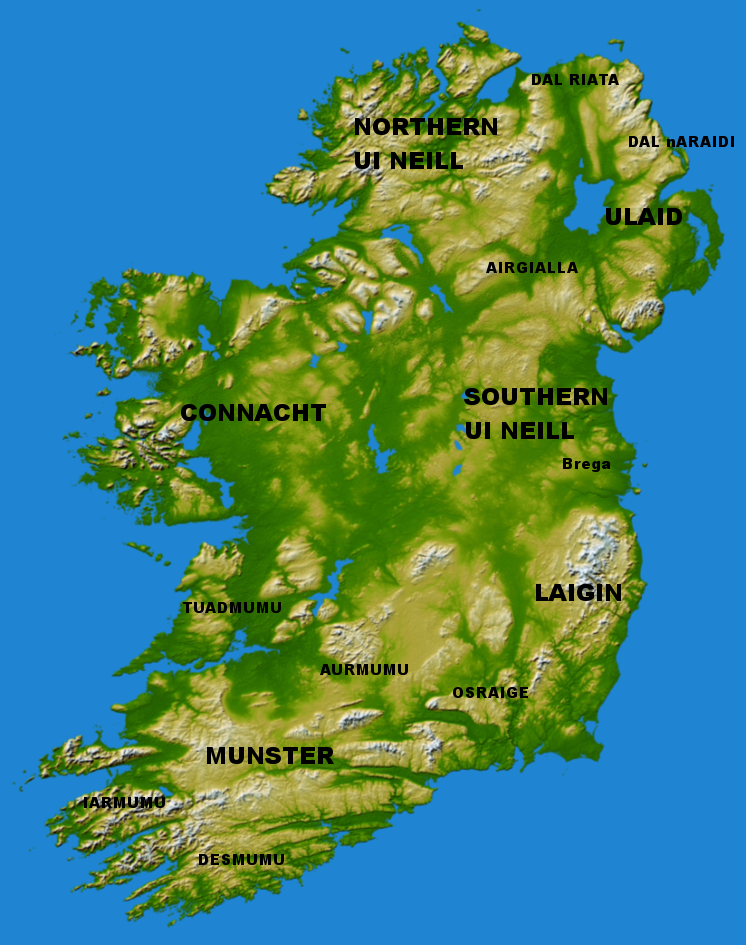
Carte l'ile d'Irlande (République d'Irlande et Irlande du Nord)

Les Eóganachta (ou Eoghanachta), fondés, selon la tradition, par Éogan Mór, roi de Munster, fils aîné du semi-mythique roi du IIIe siècle Oilill Ollum, était une dynastie irlandaise, centrée autour de Cashel, qui domina le sud de l'Irlande du Ve siècle au XVIe siècle.

## Origine
Éogan eut un plus jeune frère, Cas, qui serait à l'origine de la dynastie rivale des Dál gCais. Ceux-ci supplantèrent les Eóganachta de plus en plus divisés au cours du Xe siècle. Les Eóganachta sont les descendants directs de Conall Corc mac Lugaid.
Ó Scannail du Munster a dû être un Sept d'une certaine importance, car, pour l'année 1014, il est noté que Eocha, fils de Dunadbach, chef du clan Scannail, et Scannail, fils de Cathal, seigneur d'Eoghanacht Locha Léin (le plus puissant groupement de clans de l'époque), furent tués à la bataille de Clontarf.
Les noms de famille des Eóganachta comprennent MacCarthy, O'Sullivan, O'Mahony, O'Donoghue, O'Moriarty, O'Keefe, O'Callaghan et Scannell, ainsi que les Ui Fidgeinte (c'est-à-dire les O'Donovans), alliés non-sujets des Éoganachta, qui peuvent avoir appartenu à l'origine aux Erainn.
Les septs ou branches des Eóganachta, ainsi que certains de leurs plus remarquables membres, comprennent :
les descendants de Conall Corc mac Lugaid.
- Eóganacht Maige Geirginn. On pense que la plaine de Circinn est la région d'Angus et de Kincardineshire en Écosse.
  - Oengus Ier roi des Pictes (mort en 761)
- Eóganacht Locha Léin
  - Áed Bennán mac Crimthainn (mort entre 619 et 621)
- Eóganacht Raithleann

Les descendants de Nad Froich, le fils de Conall Corc.
- Eóganacht Áine

Les descendants de Oengus, le  fils de Nad Froich.
- Eóganacht Airthir Chlíach
  - Fergus Scandal mac Crimthainn (mort en 582)
- Eóganacht Glendamnach
  - Cathal mac Finguine  mort en 742.
  - Cathal Cú-cen-máthair mac Cathaíl (mort en 665 ou 666)
- Eóganacht Chaisil de Cashel
  - Feidlimid mac Crimthain (mort en 847)
  - Cormac mac Cuilennáin (mort en 908)

Prétendent descendre par ailleurs de Cormac Cas
- Dál gCais
  - Brian Boru (mort en 1014)
- Uí Fidgenti